# Danilo Medina
Danilo Medina Sánchez (ur. 10 listopada 1951 w Arroyo Cano), dominikański polityk, przewodniczący Izby Deputowanych w latach 1994-1995. Kandydat w wyborach prezydenckich w 2000. Prezydent Dominikany od 16 sierpnia 2012 do 16 sierpnia 2020. 

## Życiorys
Danilo Medina urodził się w 1951 w Arroyo Cano w południowo-zachodniej Dominikanie jako najstarszy z ośmiorga dzieci Juana Pablo Mediny i Amelii Sánchez. Po ukończeniu szkoły podstawowej i średniej, w 1972 przeniósł się do Santo Domingo, rozpoczynając studia na uniwersytecie Universidad Autónoma de Santo Domingo. W 1978 ukończył na nim inżynierię chemiczną. W 1981 rozpoczął studia ekonomiczne w instytucie Instituto Tecnológico de Santo Domingo, który ukończył w 1984. W maju 1987 poślubił Cándidę Montillę, z zawodu psycholog, jest ojcem trzech córek. 
Jeszcze w trakcie nauki w 1973 rozpoczął pracę w Dyrekcji Generalnej ds. Ceł, w której zatrudniony był do 1980. Równocześnie w latach 70. zaangażował się w działalność polityczną. W 1973 wstąpił do powołanej przez Juana Boscha Partii Wyzwolenia Dominikany (PLD). W 1981 został wybrany wicesekretarzem generalnym partii, a w 1983 wszedł w skład jej Komitetu Centralnego. 
W wyborach w 1986 po raz pierwszy uzyskał mandat deputowanego do Izby Deputowanych. W kolejnych wyborach w 1990 oraz w 1994 uzyskiwał reelekcję w parlamencie. W latach 1990–1994 pełnił funkcję rzecznika klubu parlamentarnego PLD, a w 1993 stanął na czele parlamentarnej Komisji Spraw Socjalnych. Od 16 sierpnia 1994 do 16 sierpnia 1995 zajmował stanowisko przewodniczącego Izby Deputowanych. 
W 1990 oraz w 1994 kierował kampanią wyborczą lidera partii Juana Boscha, który po przegranej w tych ostatnich wycofał się z życia politycznego. W 1994, jako przewodniczący Izby Deputowanych, brał udział w wypracowaniu porozumienia politycznego po kwestionowanych wyborach prezydenckich, w których zwycięstwo odniósł po raz kolejny prezydent Joaquín Balaguer. W wyniku podpisanego przez główne siły polityczne tzw. Paktu na rzecz Demokracji, Balaguer zgodził się skrócić swoją kadencję o połowę i przeprowadzić demokratyczne reformy. W czasie kolejnych wyborów prezydenckich w 1996 Medina kierował kampanią kandydata PLD, Leonela Fernándeza, który odniósł w nich zwycięstwo. Od 16 sierpnia 1996 do 16 sierpnia 1999 zajmował w jego administracji stanowisko sekretarza stanu Prezydencji. 
W 1999 został wybrany kandydatem Partii Wyzwolenia Dominikany w kolejnych wyborach prezydenckich, jako że konstytucja zabraniała sprawowania prezydentury przez dwie kadencje z rzędu. W prawyborach zdobył 52,5% głosów poparcia. W wyborach prezydenckich 16 maja 2000 zdobył jednak 24,9% głosów, przegrywając z Hipólito Mejíą z Dominikańskiej Partii Rewolucyjnej (PRD), który uzyskał 49,9% głosów poparcia. Pomimo iż Mejía nie przekroczył wymaganego dla zwycięstwa już w pierwszej turze wyborów progu 50% głosów, Medina wycofał się z dalszego udziału w wyborach i uznał jego wygraną. 
W czasie wyborów prezydenckich w 2004 ponownie kierował kampanią wyborczą Leonela Fernándeza, który raz jeszcze został wybrany kandydatem PLD. Po jego zwycięstwie nad Hipólito Mejíą, który dokonał zmian w konstytucji, umożliwiających sprawowanie urzędu przez dwie następujące po sobie kadencje, objął 16 sierpnia 2004 po raz drugi stanowisko sekretarza stanu Prezydencji. 7 listopada 2006 zrezygnował z tej funkcji i w prawyborach w maju 2007 ubiegał się o nominację partii w kolejnych wyborach prezydenckich. Uzyskał 28,4% głosów, przegrywając z prezydentem Fernándezem, który zdobył 71,5% głosów, a w roku następnym po raz trzeci wygrał wybory prezydenckie.
Danilo Medina uzyskał nominację PLD dopiero przed kolejnymi wyborami prezydenckimi. W czerwcu 2011 jego kandydaturę poparło 87,6% członków partii. W wyborach prezydenckich 20 maja 2012, podobnie jak dwanaście lat wcześniej, jego rywalem był Hipólito Mejía. Medina pokonał go już pierwszej turze, uzyskując 51,2% głosów, podczas gdy Mejía zdobył 46,9% głosów poparcia. Urząd prezydenta objął 16 sierpnia 2012.